# Singin' in the Rain (chanson)
Pour les articles homonymes, voir Singin' in the Rain.
Clip vidéo
[vidéo] « Singing In The Rain - Gene Kelly - Film Chantons sous la pluie (1952) », sur YouTube
Singin' in the Rain (Chantons sous la pluie, en anglais) est une célèbre chanson d'amour américaine, écrite par Arthur Freed, composée par Nacio Herb Brown, et enregistrée pour la première fois par Cliff Edwards et Joan Crawford dans le film musical Hollywood chante et danse (The Hollywood Revue) de Charles Reisner de 1929.
Elle devient une des musiques de film et interpretation de claquettes les plus célèbres de l'histoire du cinéma, avec sa reprise par l'acteur-danseur Gene Kelly avec le thème de film musical Chantons sous la pluie, de la Metro-Goldwyn-Mayer de 1952 (troisième au classement « 100 ans… 100 chansons » de l’American Film Institute AFI).

## Historique

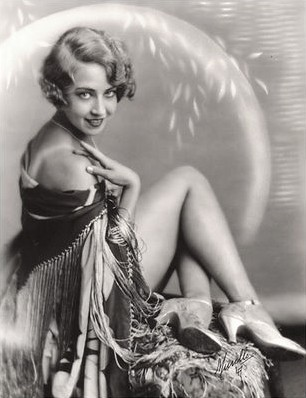
L'actrice danseuse Doris Eaton Travis en 1920

La date exacte à laquelle la chanson a été écrite est mal connue. L'actrice-danseuse Doris Eaton Travis affirme l'avoir interprétée et dansée la première dans la revue-comédie musicale The Hollywood Music Box Revue vers 1928,. C’est un homme dansant sous la pluie devant la vitrine de son magasin de partitions qui aurait inspiré Arthur Freed pour l’écriture des paroles, avec une musique composée par Nacio Herb Brown. Elle est interprétée par Cliff Edwards et Joan Crawford pour un des premiers films musical de la Metro-Goldwyn-Mayer, Hollywood chante et danse, de Charles Reisner de 1929.

### Film musicalChantons sous la pluiede 1952

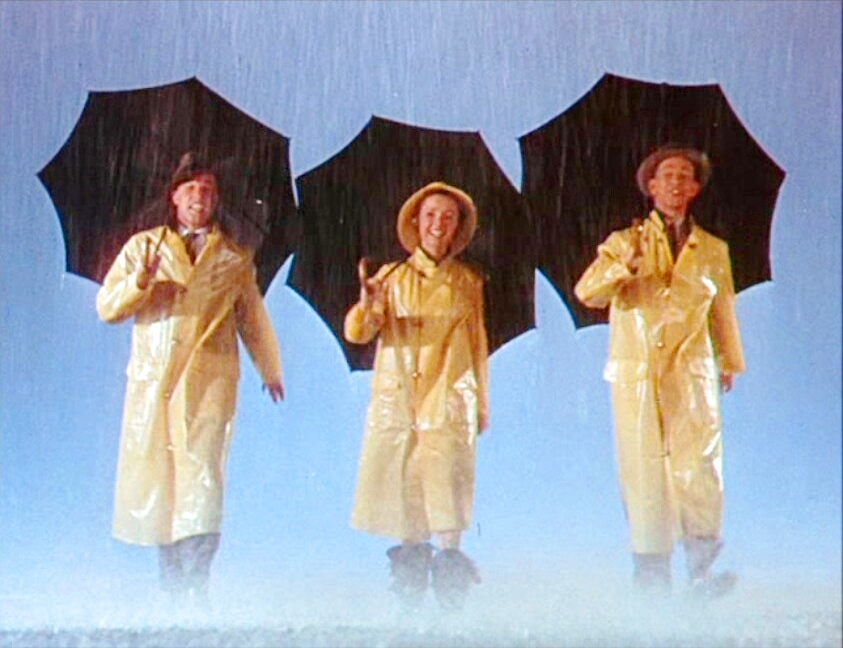
Gene Kelly, Debbie Reynolds et Donald O'Connor

Son interprétation la plus célèbre est celle du thème du film musical Chantons sous la pluie de 1952, dans lequel l'acteur danseur Gene Kelly chante cette chanson et danse des claquettes sous la pluie battante, en sautant dans des flaques, fou d'amour pour celle qu'il vient de raccompagner à la porte de chez elle en fin de soirée, le cœur et l’âme transportés de bonheur et de joie : « Je chante sous la pluie, Je chante juste sous la pluie, Quelle sensation fabuleuse, Je suis heureux de nouveau, Je me fiche bien des nuages, Si sombres là haut, Le soleil brille en moi, Et je suis prêt pour l'amour, Laissons  les nuages chasser tous les gens des alentours, Venez sous la pluie, J'ai le sourire aux lèvres, Je me promène dans la ruelle, Avec mon refrain joyeux, Et je chante, Je chante sous la pluie... ». La chanson apparaît également lors de la séquence d'ouverture du film, ainsi que dans une scène vers la fin du film où Kathy Selden (interprétée par Debbie Reynolds) double la voix de Lina Lamont (Jean Hagen).

## Cinéma et télévision

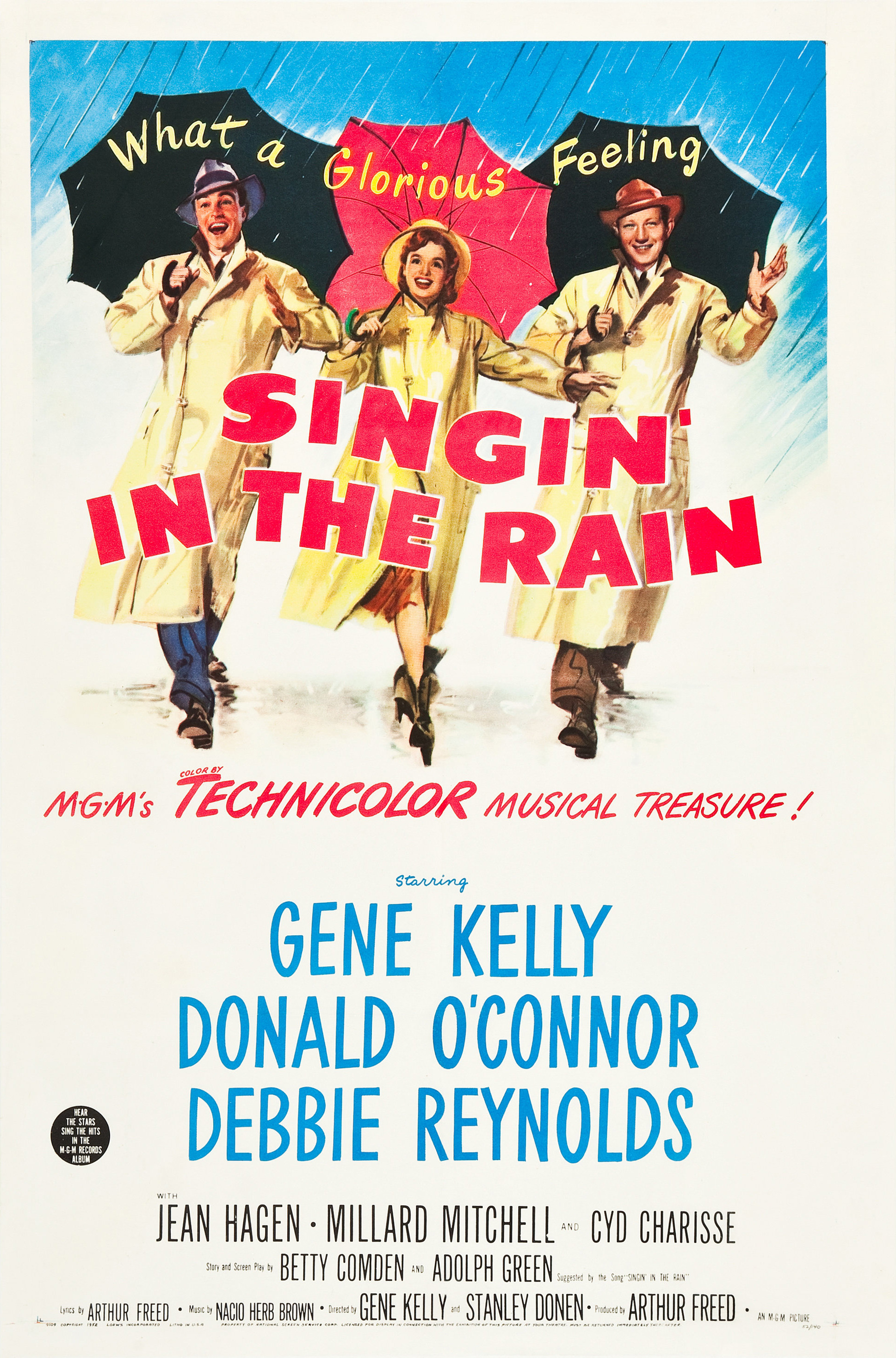
Affiche du film musical Chantons sous la pluie de Stanley Donen et Gene Kelly de 1952

- 1929 : Hollywood chante et danse (The Hollywood Revue of 1929) de Charles Reisner (interprétée par Cliff Edwards)[5].
- 1930 : La Divorcée (The Divorcee) de Robert Z. Leonard : on entend la chanson à la radio, et Hank (Tyler Brooke) tapote un instrument au rythme de la musique.
- 1932 : Le Professeur (Speak Easily) d'Edward Sedgwick (interprétée par Jimmy Durante)
- 1932 : Une soirée étrange (The Old Dark House) de James Whale (air brièvement entonné par Melvyn Douglas).
- 1939 : La Ronde des pantins (Idiot's Delight) de Clarence Brown.
- 1940 : Little Nellie Kelly de Norman Taurog (interprétée par Judy Garland au Waldorf-Astoria).
- 1944 : Le Grand Boum (The Big Noise) de Malcolm St. Clair, film du duo comique Laurel et Hardy (entendue lorsque le jet de la douche est détourné).
- 1952 : Chantons sous la pluie (Singin' in the Rain) de Gene Kelly et Stanley Donen : la chanson apparaît tout d'abord lors de la séquence d'ouverture où les personnages de Don Lockwood (Gene Kelly), Kathy Selden (Debbie Reynolds) et Cosmo Brown (Donald O'Connor) l'interprètent en imperméable jaune sous une pluie battante ; puis lors d'une scène mémorable où un Don Lockwood amoureux chante et danse sous la pluie après avoir raccompagné Kathy Selden chez elle ; enfin, Lina Lamont (Jean Hagen) l'interprète sur scène devant un public conquis avant qu'il ne découvre qu'elle est en réalité doublée par la voix de Kathy Selden, cachée derrière les rideaux.
- 1959 : La Mort aux trousses (North by Northwest) d'Alfred Hitchcock : dans une chambre d'hôtel, Roger (Cary Grant) sifflote l'air de la chanson en faisant semblant de prendre une douche pendant qu'il observe Eva (Eva Marie Saint) à travers l'entrebâillement de la porte.
- 1971 : Orange mécanique (A Clockwork Orange) de Stanley Kubrick : lors de la scène du viol, Alex, l'un des agresseurs interprète cette chanson tout en frappant ses deux victimes et en détruisant le mobilier[5]. C'est également la musique du générique de fin.
- 1974 : Il était une fois Hollywood, (That's Entertainment!) de Jack Haley Jr., documentaire américain de compilation de films et de comédies musicales produites par la MGM.
- 1978 : La Ballade des Dalton de René Goscinny et Morris (interprétée par Joe et ses frères Dalton sous la pluie, dans un rêve de Joe)
- 1982 : La Boum 2 de Claude Pinoteau : Françoise (Brigitte Fossey), la mère de Vic (Sophie Marceau), se rend au cours de danse de sa fille et l'imagine notamment dans la scène d'introduction de Chantons sous la pluie, chantant Singin' in the Rain vêtue d'un imperméable jaune.
- 1986 : L'Affaire Chelsea Deardon (Legal Eagles) d'Ivan Reitman (chantonnée par Tom (Robert Redford) avec quelques pas de danse dans son appartement alors que le film passe à la télévision).
- 1988 : Piège de cristal (Die Hard) de John McTiernan.
- 1991 : Quoi de neuf, Bob ? (What About Bob ?) de Frank Oz : alors qu'une pluie battante tombe au dehors, Bob et la petite famille du Dr Marvin chantonnent joyeusement l'air tout en débarrassant la cuisine, tandis que Marvin voit d'un mauvais œil son patient rigoler avec sa femme et ses enfants.
- 1994 : Léon de Luc Besson : lors d'un jeu improvisé avec Léon (Jean Reno), Mathilda (Natalie Portman) tente de lui faire deviner des noms de personnes célèbres qu'elle imite. Il ne reconnaît ni Madonna, ni Marilyn Monroe, ni Charlot, mais devine Gene Kelly lorsque Mathilda interprète Singin' in the Rain en dansant.
- 1998 : Godzilla de Roland Emmerich : au début du film, le Dr Tatopoulos (Matthew Broderick), un baladeur sur les oreilles, fredonne la chanson tout en ramassant des vers dans le sol de Tchernobyl sous une pluie battante.
- 2003 : Shanghai Kid 2 (Shanghai Knights) de David Dobkin.
- 2005 : Robots de Chris Wedge et Carlos Saldanha : Fender entonne une parodie de la chanson avec « I'm Singing in the Oil » (« Chantons sous l'huile ») en reprenant la chorégraphie de Gene Kelly.
- 2005 : J'aurais voulu être un danseur d'Alain Berliner : on voit tout d'abord François Maréchal (Vincent Elbaz) découvrir dans le vidéo-club où il travaille la célèbre scène où Gene Kelly danse sous la pluie. François décide alors de devenir danseur de claquettes. Il ignore que trente ans plus tôt, son père Guy (Jean-Pierre Cassel), qu'il croit mort, fut ému aux larmes en découvrant la même scène dans un cinéma et est lui aussi devenu danseur de claquettes.
- 2007 : Le Scaphandre et le Papillon de Julian Schnabel : un enfant dans une gare chante la chanson et danse dessus.
- 2018 : Hawaii 5-0 (entendue à la fin de l'épisode 3 de la saison 9).
- 2022 : Babylon de Damien Chazelle : On peut l'entendre plusieurs fois durant le film, la première fois chantée et chorégraphiée lors d'un tournage et, la deuxième fois, au cinéma à travers le visionnage du film Chantons sous la pluie (Singin' in the Rain) de Gene Kelly et Stanley Donen.

## Quelques reprises et adaptations
Cette célèbre chanson américaine est reprise avec succès par de nombreux interprètes, parmi lesquels Frank Sinatra, Jimmy Durante, Judy Garland, Doris Day, Dave Brubeck, Oscar Peterson...

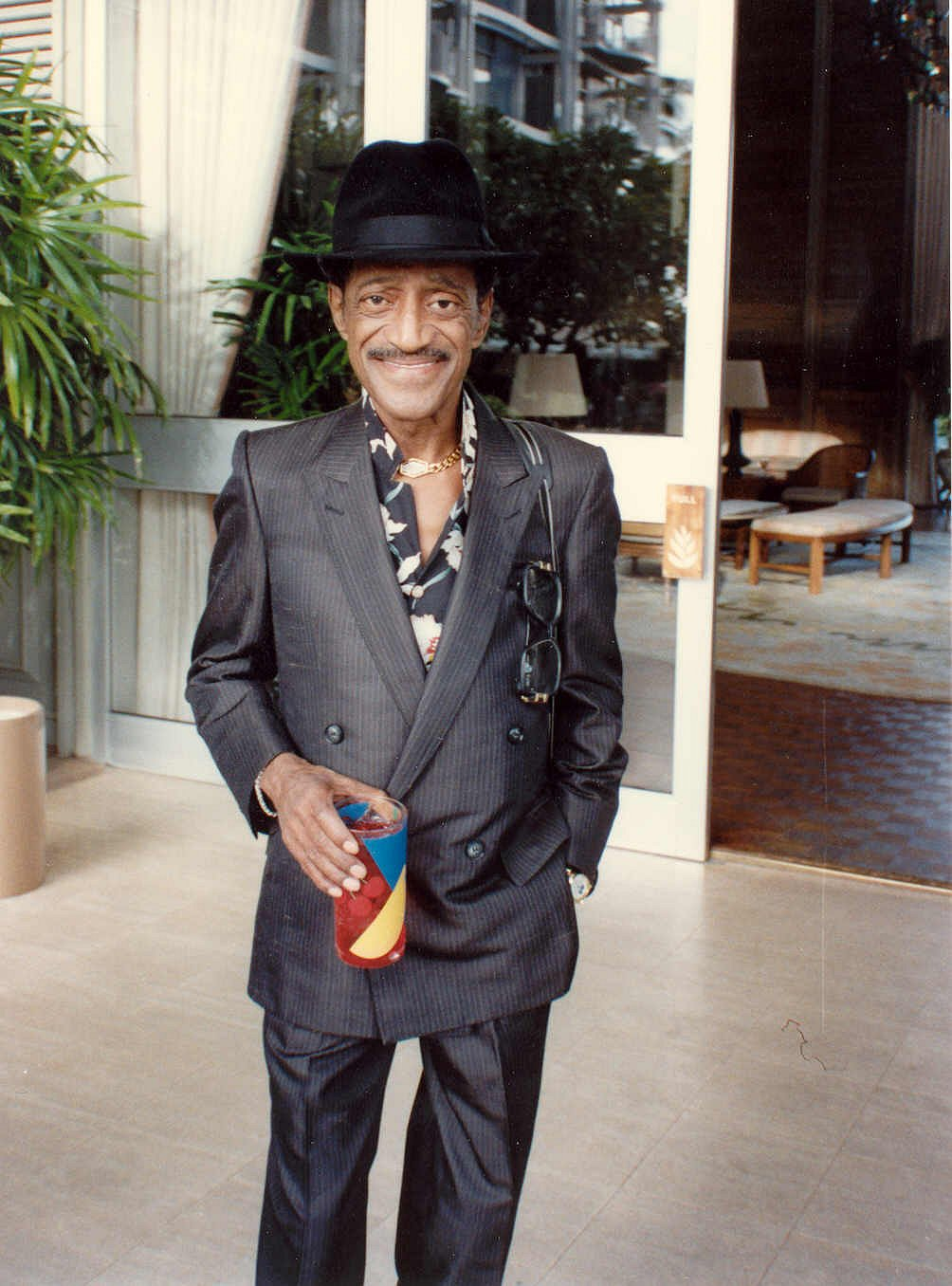
Sammy Davis, Jr., un des nombreux interprètes de cette chanson, avec sa version easy listening de 1974.

- 1958 : version d'Oscar Peterson qui en augmente le tempo et le swing[5].
- 1971 : version « folk jazz » du chanteur écossais de folk rock John Martyn, accompagné par lui-même à la guitare, pour son album Bless the Weather.
- 1974: version de Sammy Davis Jr., avec un certain succès national largement diffusée sur les radios américaines d’easy listening[5].
- 1979 : reprise de Leif Garrett sur son album Same Goes for You.
- Années 1980 : reprise avec succès par le chanteur pop allemand Taco.
- 2003 : reprise par le chanteur de « pop jazz » britannique Jamie Cullum sur son album Twentysomething.
- 2005: reprise en version remixée du groupe britannique Mint Royale, reprise entre autres pour une publicité Volkswagen Golf[6].

Un des numéros les plus célèbres du duo comique britannique Morecambe and Wise était une reprise de la scène du film Chantons sous la pluie dans une reproduction fidèle du décor du film, Ernie Wise effectuant le numéro de danse tandis qu'Eric Morecambe interprétait le policier. Mais à la différence du film, il n'y avait pas de pluie battante, tout au plus de l'eau sortie d'un tuyau d'arrosage ou d'un seau vidé par une fenêtre. L'absence d'eau, due tout d'abord à des considérations purement matérielles (le sol du studio était jonché de câbles électriques), fut utilisée par le duo comme un ressort comique.

### Version de Sheila et B. Devotion
Singles de Sheila & B. Devotion
Love Me Baby
(1977) I Don't Need a Doctor
(1978)
Une version disco de la chanson est enregistrée en 1977 par Sheila et B. Devotion,. Elle est sortie en octobre de la même année en tant que deuxième single extrait de leur album du même nom. Elle rencontre le succès à l'international.

#### Contexte
Le producteur de Sheila, Claude Carrère, décide de l'orienter vers la musique disco pour relancer sa carrière. Après le succès du premier single avec les danseurs Black Devotion, Love Me Baby, Sheila sort une reprise disco de Singin' in the Rain en octobre 1977. Sur la pochette figure la mention « version intégrale », la chanson durant 7 minutes et 13 secondes elle a été coupée en deux parties, une sur chaque face. Sheila s'entoure des danseurs et chanteurs de B. Devotion entre 1977 et 1980.

#### Réception
Cette version rencontre le succès à travers l'Europe et l'Amérique du Nord, se classant notamment en tête des ventes en Belgique francophone, en France, en Roumanie et en Suisse romande et à la 11e place au Royaume-Uni. Il s'agit du plus grand succès commercial de Sheila dans le monde. Au début de l'année 1978, elle est sortie sous le label Casablanca Records aux États-Unis, où elle devient également un succès dans les discothèques.

#### Liste des pistes
| A. | Singin' in the Rain (Part 1) | 4:13 |
| B. | Singin' in the Rain (Part 2) | 2:47 |

#### Crédits
- Sheila et B. Devotion – chant
- Lindsay Kidd – ingénieur du son
- Mike Stavrou – ingénieur du son
- Claude Carrère – réalisateur
- Paul Roddy – photographie

#### Classements
| Classement (1977-78)                    | Meilleure position |
| --------------------------------------- | ------------------ |
| Afrique du Sud (Springbok Top 20)       | 11                 |
| Allemagne de l'Ouest (Media Control)    | 6                  |
| Australie (Kent Music Report)           | 23                 |
| Belgique (Flandre Ultratop 50 Singles)  | 2                  |
| Belgique (Wallonie Ultratop 50 Singles) | 1                  |
| Danemark (IFPI)                         | 4                  |
| Écosse (OCC)                            | 10                 |
| Espagne (AFE)                           | 14                 |
| États-Unis (Disco Action)               | 30                 |
| Europe (Europarade)                     | 3                  |
| Finlande (Suomen virallinen lista)      | 4                  |
| France (IFOP)                           | 1                  |
| Israël (IBA)                            | 15                 |
| Italie (Musica e dischi)                | 3                  |
| Pays-Bas (Nederlandse Top 40)           | 3                  |
| Pays-Bas (Nationale Hitparade)          | 4                  |
| Pays de Galles (OCC)                    | 8                  |
| Portugal (Musica & Som)                 | 3                  |
| Rhodésie (Hits of the Week)             | 10                 |
| Roumanie                                | 1                  |
| Royaume-Uni (UK Singles Chart)          | 11                 |
| Suède (Sverigetopplistan)               | 2                  |
| Suisse (Schweizer Hitparade)            | 23                 |
| Suisse romande (RSR)                    | 1                  |

| Classement (1977)           | Position |
| --------------------------- | -------- |
| Belgique (Flandre Ultratop) | 50       |
| France (SNEP)               | 18       |

| Classement (1978)              | Position |
| ------------------------------ | -------- |
| Belgique (Flandre Ultratop)    | 45       |
| Italie (Musica e dischi)       | 25       |
| Pays-Bas (Nederlandse Top 40)  | 48       |
| Pays-Bas (Nationale Hitparade) | 33       |

| Pays                                                             | Certification | Ventes certifiées |
| ---------------------------------------------------------------- | ------------- | ----------------- |
| France (SNEP)                                                    | Or            | 500 000*          |
| *Ventes selon la certification xNon précisé par la certification |               |                   |